# فریدون آغالیان
فریدون آغالیان (به ارمنی Ֆրեյդուն Աղալյան - به انگلیسی Freidun Aghalyan)، (زاده ۲۰ نوامبر ۱۸۷۶ میلادی، در شوشی، آرتساخ - وفات ۱ فوریه ۱۹۴۴ میلادی در ایروان، ارمنستان)، مهندس و معمار اهل ارمنستان بود.

## زندگی‌نامه
فریدون آغالیان در ۱۹۰۳ میلادی از دانشگاه مهندسی عمران سن پترزبورگ فارغ‌التحصیل شد و بعد از آن به شهر باکو نقل مکان می‌کند و بین سالهای ۱۹۰۳ تا ۱۹۲۱ میلادی مشغول به کار می‌شود. آغالیان علاوه بر ساختن ساختمان‌های متعدد در موسسات آموزشی باکو تدریس می‌کرد.

## آثار
- باکو: پل‌های خط آهن، مجموعه ورزشی، کاخ خزانه داری و خانه کارگر
- روسیه:کلیسا برای ارمنی‌های آرماویر، روسیه
- گروزنی:پل بتنی بر روی سونژا
- ارمنستان:ساختمان‌های اداری و مسکونی
- کیزلیار:یک درمانگاه

## نگارخانه

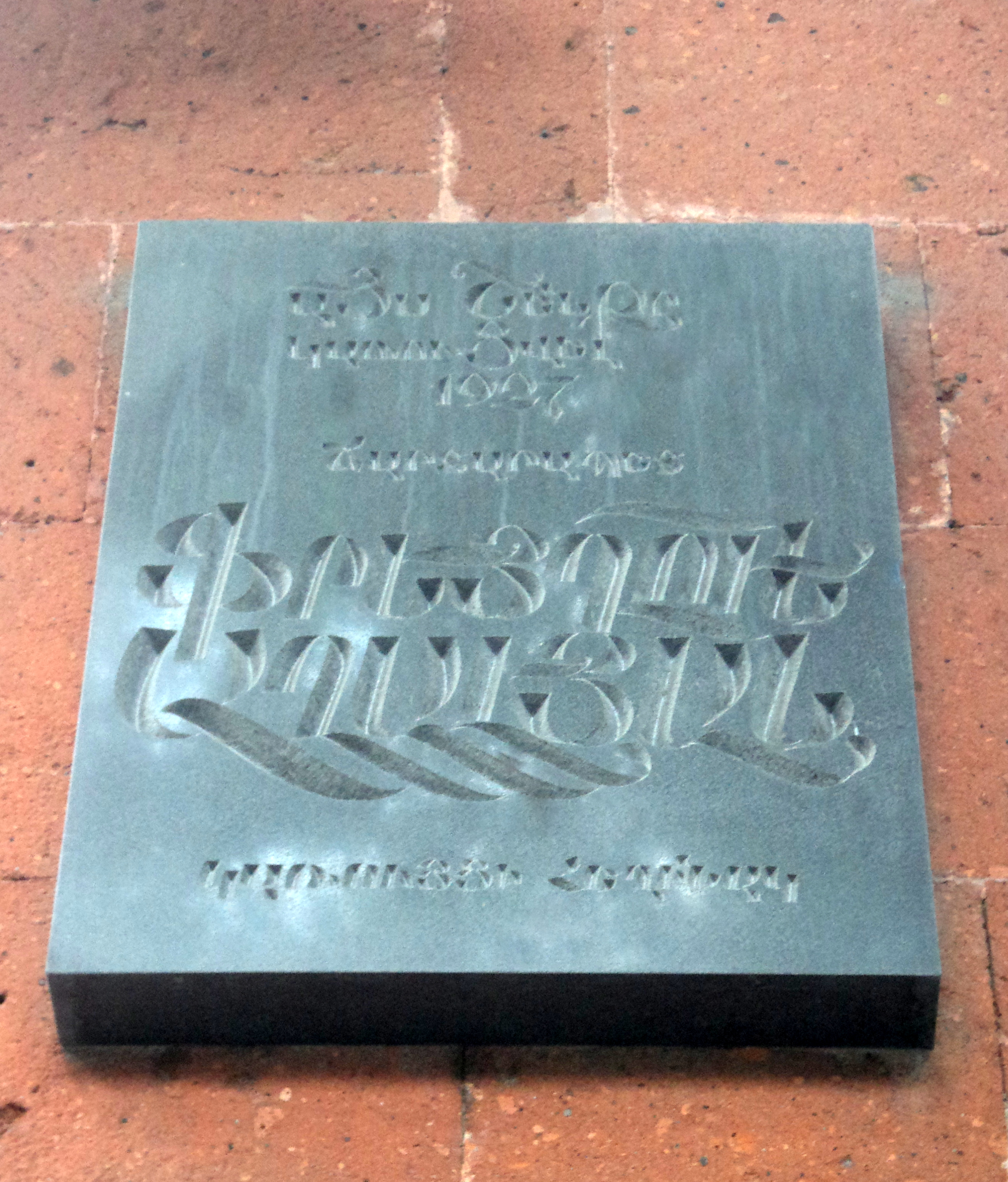